# Geissanthus vanderwerffii
Geissanthus vanderwerffii é uma espécie de planta da família Myrsinaceae. É endêmica do Equador.